# Besouro-saltador
Em entomologia, o termo besouro-saltador é a designação comum a todos os insetos coleópteros da grande tribo Alticini, da família dos crisomelídeos, capazes de dar grandes saltos. O grupo já foi classificado como subfamília com o nome Alticinae.

## Alguns géneros
- Afroaltica
- Altica
- Anthobiodes
- Aphthona
- Apteropeda
- Argopus
- Arrhenocoela
- Asiorestia
- Batophila
- Chaetocnema
- Crepidodera
- Derocrepis
- Dibolia
- Epitrix
- Hermaeophaga
- Heyrovskya
- Hippuriphila
- Kashmirobia
- Longitarsus
- Lythraria
- Mantura
- Minota
- Mniophila
- Mniophilosoma
- Ochrosis
- Oedionychus
- Omophoita
- Orestia
- Phyllotreta
- Podagrica
- Psylliodes
- Sphareoderma
- Walterianella